# きときと
きときとは、NHK衛星第2テレビ『おーい、ニッポン 今日はとことん富山県』（1998年10月25日放映）の番組企画で結成された女性3人組ユニット。
「ヒスイ海岸」（作詞:秋元康、作曲:後藤次利）をリリース。

## 概要・解説
- ユニット結成の経緯については、「ヒスイ海岸」の項を参照。
- 「ライバルユニットKiroroに対抗する魅力的なユニットを生み出そうと3人を組み合わせた」と、当時の『おーい、ニッポン』音楽プロデューサーの秋元康がコメントしている。
- ユニット名の「きときと」とは本来、北陸地方の方言で「新鮮」、「ピチピチした」、「活きのいい」といったことを意味する。

## メンバー
- 竹内沙帆（当時17歳） - キーボード、コーラス担当
- 小沢美香（当時18歳） - ボーカル
- 加藤文恵（当時23歳） - ボーカル